# Joseph Sadler

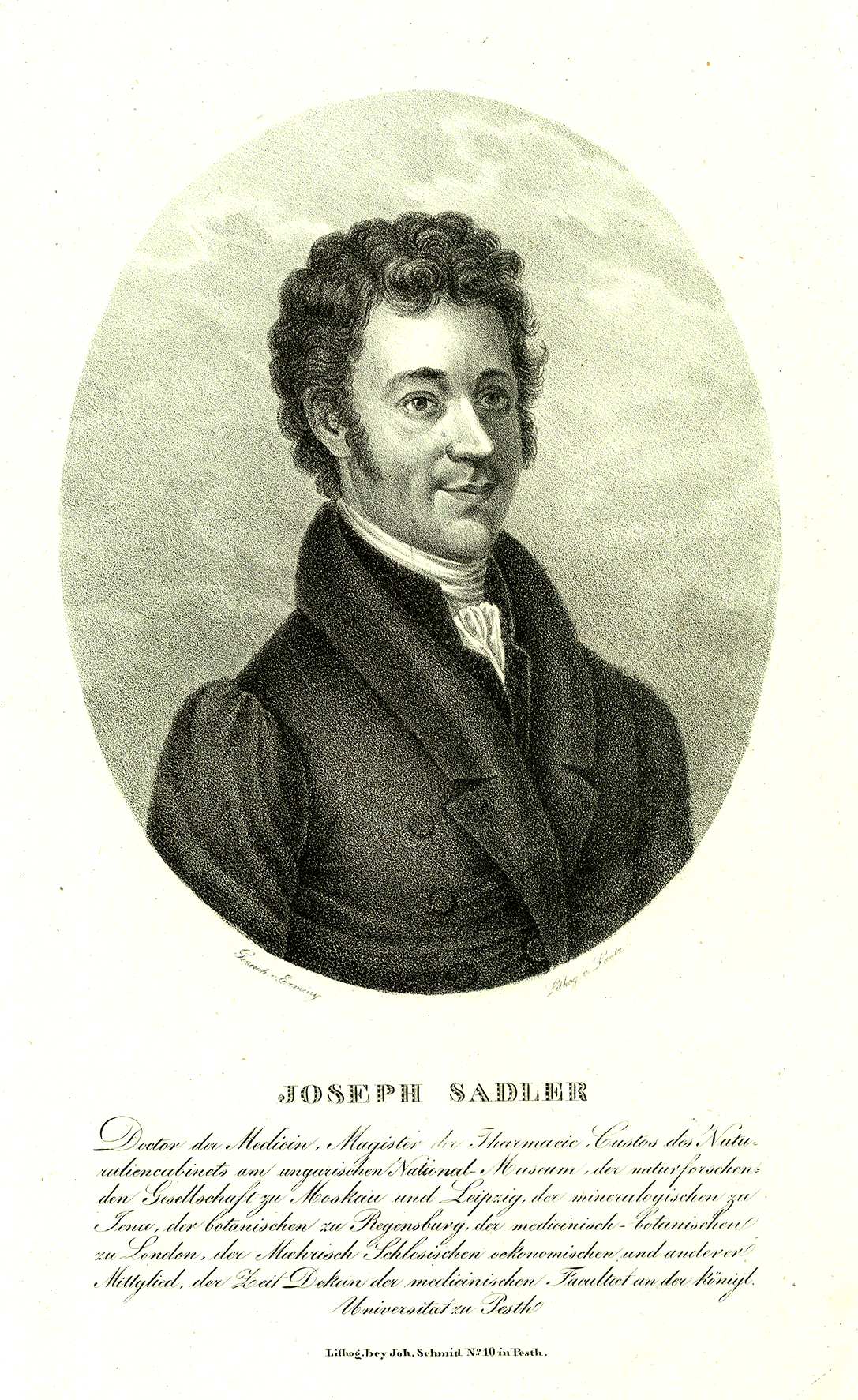
Joseph Sadler

Joseph Sadler, auch József  (* 6. Mai 1791 in Bratislava; † 12. März 1849 in Pest), war ein habsburgischer, slowakisch-ungarischer Botaniker. Sein offizielles botanisches Autorenkürzel lautet „Sadler“.

## Leben und Wirken
Sadler studierte in Pest Pharmazie mit dem Magister-Abschluss 1810 und ab 1815 Medizin mit der Promotion 1820 (Descriptionem Plantarum Epiphyllospermarum Hungariae). Schon als Student war er Assistent in Chemie und Botanik und war ab 1821 Kustos im Naturalienkabinett des Ungarischen Nationalmuseums. 1826 bis 1830 war er Dekan der Medizinischen Fakultät in Pest und ab 1834 Professor für Botanik und Direktor des Botanischen Gartens. Außerdem lehrte er Chemie.
Er befasste sich mit der rezenten und fossilen Flora Ungarns und gab 1823 die ersten Sammlungen getrockneter ungarischer Pflanzen heraus (Exsiccate). Die Gattung der Farne Sadleria aus Hawaii wurde von Georg Friedrich Kaulfuß nach ihm benannt.
1831 wurde er zum Mitglied der Leopoldina gewählt. Er war Mitglied der Ungarischen Akademie der Wissenschaften.

## Ehrungen
Nach ihm ist die Farngattung Sadleria Kaulf. aus der Familie der Blechnaceae benannt.

## Werke
- Verzeichniss der um Pesth und Ofen wildwachsenden phanerogamischen Gewächse mit Angabe ihrer Standorte und Blüthezeit, 1818
- Flora Comitatus Pesthi(n)ensis, 2 Bände, 1825–1826, 2. Auflage 1840